# Keith Dunstan

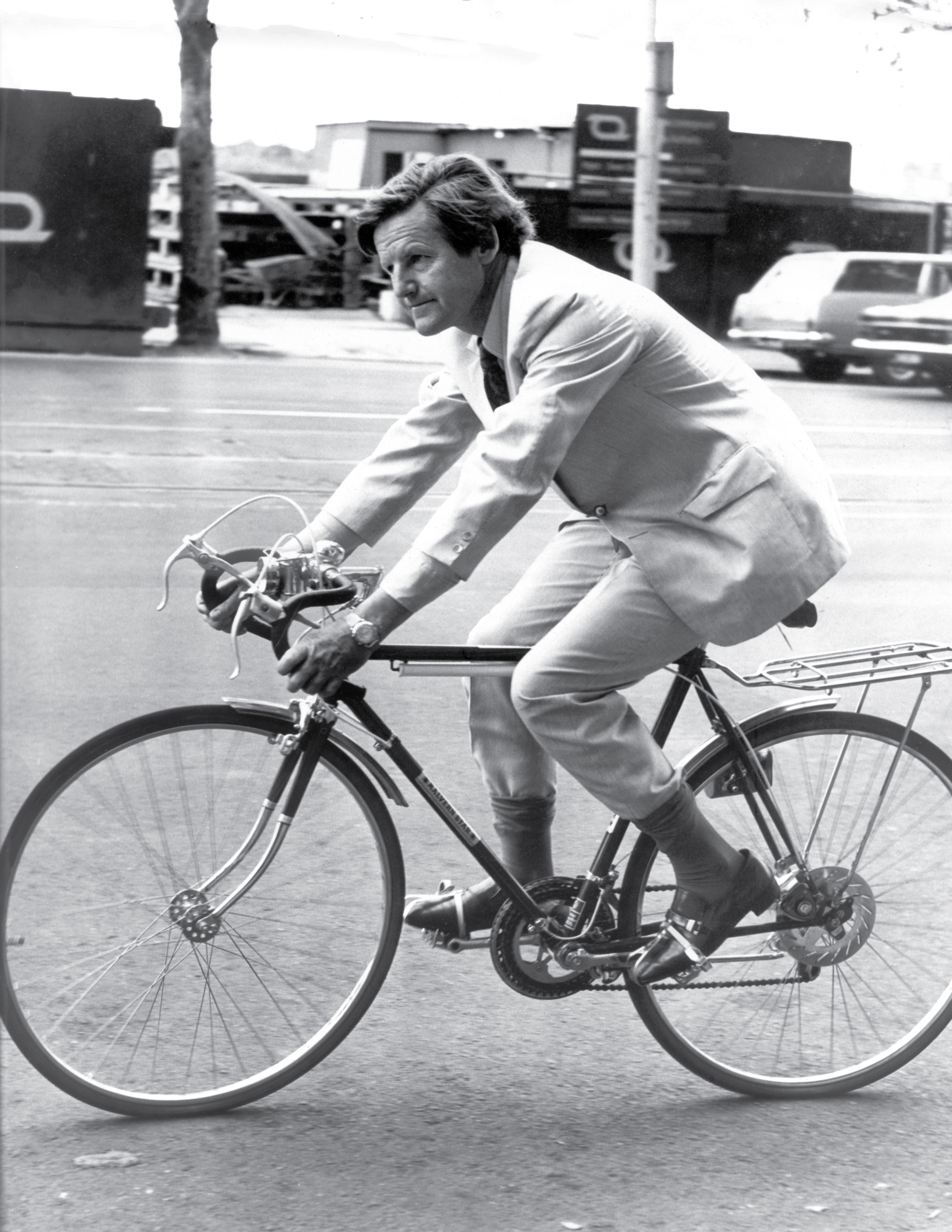
Imagen de Keith Dunstan en bicicleta

John Keith Dunstan (Melbourne, 3 de febrero de 1925-Melbourne, 11 de septiembre de 2013) fue un periodista y escritor australiano. Fue hijo de William Dunstan VC y Marjorie Dunstan. Asistió a Geelong Grammar School y fue teniente de vuelo entre 1943 y 1946, durante la Segunda Guerra Mundial, con la Real Fuerza Aérea Australiana, estacionado en Labuan en el Pacífico. Se casó con Marie y tuvo cuatro hijos. Murió de cáncer el 11 de septiembre de 2013. Fue uno de los escritores más prolíficos de Australia y autor de más de 25 libros.